# 600 TCN
Năm 600 TCN là một năm theo lịch La Mã tiền Julian . Ở Đế chế La Mã , nó được gọi là năm 154 Ab urbe condita . Cách đặt tên năm 600 TCN cho năm này đã được sử dụng từ thời kỳ đầu thời trung cổ, khi kỷ nguyên lịch trở thành phương pháp đặt tên năm phổ biến ở châu Âu.